# Giovanni Sgrò
Giovanni Antonio Sgrò (Seminara, 16 febbraio 1931 – Melbourne, 18 marzo 2019) è stato un politico australiano di origine italiana, membro della "Victorian Legislative Council".
Conosciuto anche come Giovanni Sgro, rappresentò il partito dei laburisti dal luglio 1979 fino all'agosto 1992.

## Biografia
Nato in Calabria, Sgrò emigrò in Australia nel 1952. Lavorò a lungo come imbianchino. Avvicinatosi alla politica dopo l'esperienza di Bonegilla, Victoria, fu fondatore del FILEF (Federation of Italian Migrant Workers and their Families) nel 1972. Dal 1978 al 1979 fu segretario elettorale di Jim Simmonds, MLA.
L'affiliazione al partito comunista australiano gli causò grane per venti anni, durante i quali non gli fu concessa la cittadinanza australiana. Dovette aspettare fino al 1972, con il governo Withalam, quando gli venne anche permesso di uscire confini australiani.
Divenne famoso in Australia per essere stato il primo politico a pronunciare il suo discorso di insediamento in lingua diversa dall'inglese. Servì come presidente dei comitati per poi diventare vicepresidente della camera alta del Victoria nel 1984, carica da lui tenuta fino al 1989.
Morì nel 2019 a Melbourne.